# Thum
Thum ist eine Stadt im sächsischen Erzgebirgskreis.

## Geografie

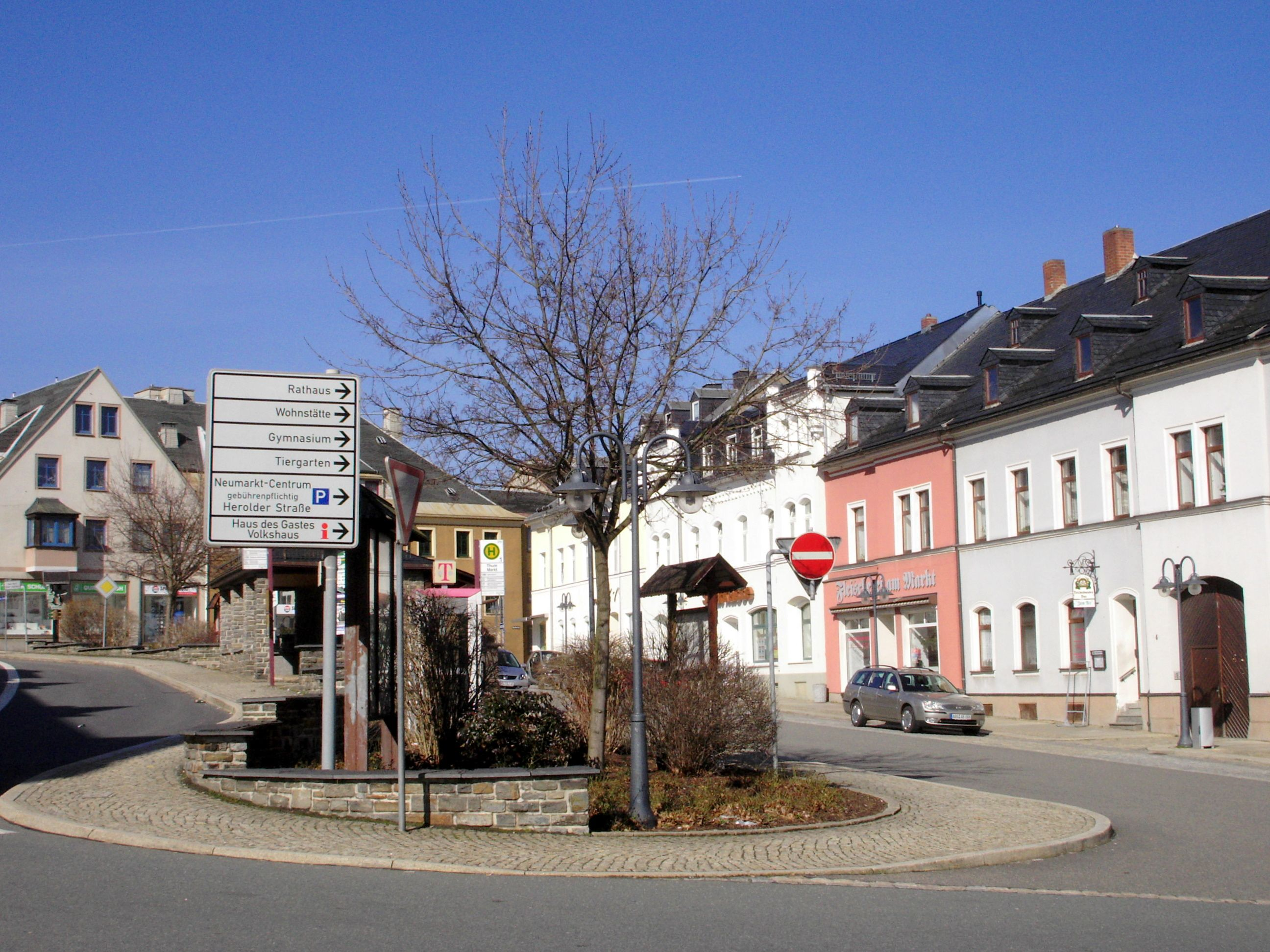
Markt

Die Stadt Thum liegt am Jahnsbach. Nach Westen schließt sich das gleichnamige Waldhufendorf an. Im Osten liegt der Ortsteil Herold, ebenfalls ein Waldhufendorf. Im Süden grenzt an die Stadt das Waldgebiet der Greifensteine.

### Nachbargemeinden
Nördlich von Thum liegt Gelenau, im Nordosten Venusberg, im Osten Drebach, im Süden Ehrenfriedersdorf und im Westen Zwönitz und Auerbach.

### Stadtgliederung
Ortsteile von Thum sind:
- Thum
- Herold
- Jahnsbach

## Geschichte

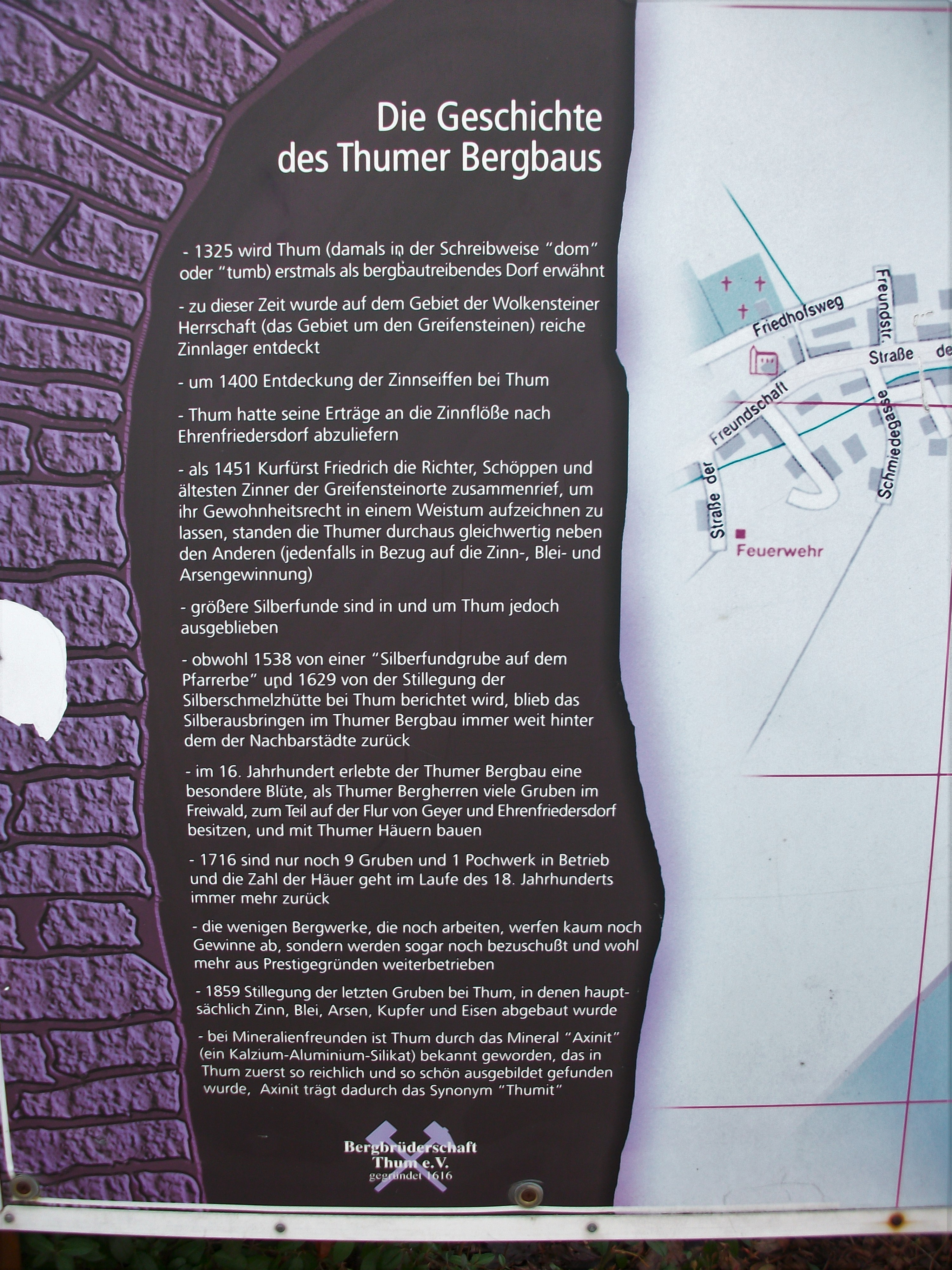
Geschichte des Thumer Bergbaus

Die Besiedelung des Greifensteingebietes erfolgte vermutlich im 12. bis 13. Jahrhundert. Neben der Landwirtschaft war Thum bis ins 16. Jahrhundert stark vom Bergbau geprägt, wobei insbesondere Zinn, aber auch Silber und Blei abgebaut wurde. Thum wurde 1389 erstmals urkundlich erwähnt. 1445 wurde die Siedlung als Bergstädtlein bezeichnet. 1469 erkauften die Thumer Bürgerschaft die obere und niedere Gerichtsbarkeit, was als Erwerb der Stadtrechte anzusehen ist. Im Jahr 1542 wurde Friedrich von Schönberg mit Jahnsbach, Thum und Oberdorf belehnt, worauf es zu einem langwierigen und kostspieligen Prozess insbesondere über die Ausführung der Gerichtsbarkeit zwischen der Thumer Bürgerschaft und den Herren von Schönberg kam. Am 15. Januar 1648 fand auf Thumer Flur das letzte Gefecht des Dreißigjährigen Krieges im Kurfürstentum Sachsen statt. Seit dem 17. Jahrhundert entwickelte sich vor allem das Posamentiererhandwerk. Seit dem 18. Jahrhundert wurde es mehr und mehr durch die Strumpfwirkerindustrie abgelöst.

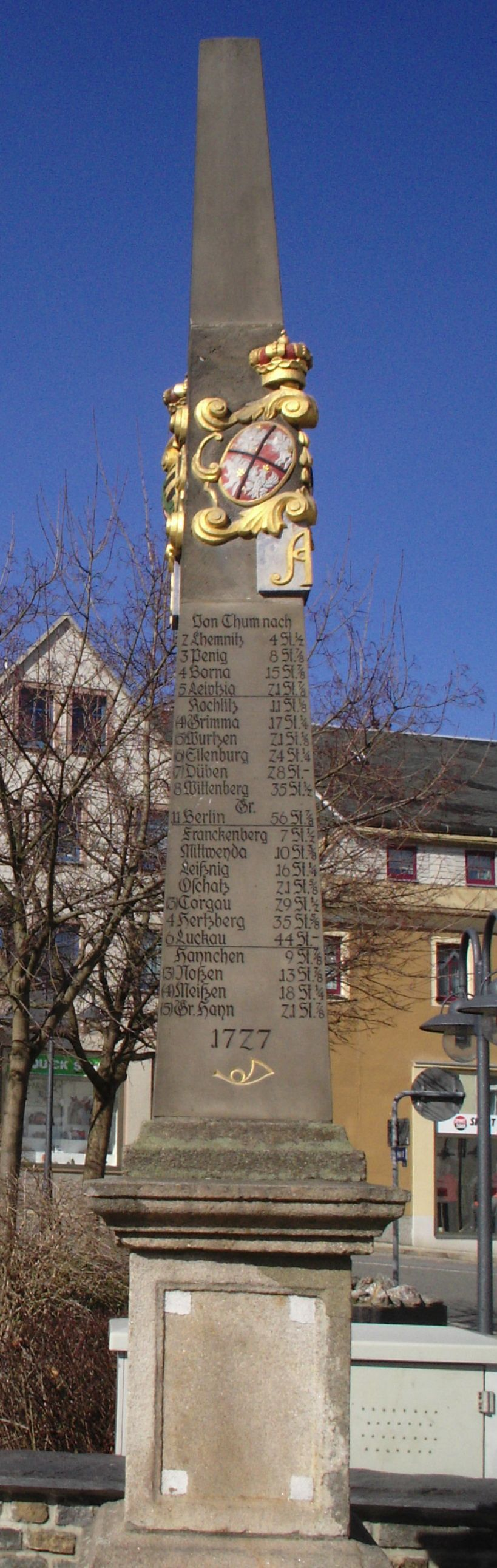
Kursächsische Postmeilensäule am Thumer Markt

Bei einem Luftangriff in der Nacht vom 14. zum 15. Februar 1945 wurde die Stadtkirche St. Anna bis auf die Umfassungsmauern zerstört und die Innenausstattung vernichtet. Der Wiederaufbau erfolgte unter Verwendung der Umfassungsmauern 1946 bis 1951, der Turm wurde neu errichtet.
Im Zuge der Gemeindegebietsreform erfolgte zum 1. Januar 1999 der Zusammenschluss der Orte Herold und Jahnsbach sowie der Stadt Thum zur neuen Stadt Thum.
Thum war bis 2018 staatlich anerkannter Erholungsort.

### Der Hof zu Thum, das Rittergut und Oberdorf
Anfang des 15. Jahrhunderts wurden die Thumer Richter neben der Gerichtsbarkeit mit dem freien Lehnhof hinter der Kirche sowie einer „wüsten Hofstatt“ bei der Kirche belehnt. Die Besitzungen des Hofes haben sich vermutlich bis hin zu den Hofwiesen in Jahnsbach und dem Thumer Kommunwald erstreckt. Zum Lehnhof gehörten zum Teil die umliegenden Bergwerke, ein Pochwerk und eine Schmelzhütte. Neben der Gerichtsbarkeit gingen Ende des 15. Jahrhunderts ebenfalls der Hof und die „wüste Hofstatt“ an die Stadt Thum über.
Zum Rittergut, früher auch der „Edelhof beim Elend“ genannt, gehörte neben den umliegenden Häusern auch Herold, das Kalkwerk, die Forsthäuser, das Knochengut sowie ein Teil von Drebach. Die Rittergutsgemeinde (später auch als Dorf Thum bezeichnet) war bis ins 19. Jahrhundert politisch und rechtlich von der Stadt Thum unabhängig. Im Jahr 1879 erfolgte die Auflösung, wobei die Häuser zwischen der Stadt Thum und Herold aufgeteilt werden. Das Herrenhaus des Rittergutes wurde 1882 an die Stadt Thum verkauft und dient seither als Rathaus.
Das ehemalige Dorf Oberdorf, heute Oberthum genannt, schließt sich im Norden an die Stadt an und war bis 1822 ein verwaltungsmäßig eigenständiger Ort.

### Dampfbrauerei
Das alte Thumer Brauhaus wurde bereits im 14. Jahrhundert gegründet und befand sich bis 1546 im Besitz der Kirche und wurde anschließend der Stadt übergeben. 1882 löste sich die bürgerliche Braugenossenschaft auf und der Braumeister William Böttger kaufte die Gebäude sowie das gesamte Inventar. Im Jahr 1898 ließ Böttger eine neue Brauerei bauen und konnte die Produktion von 10.000 Hektoliter auf 15.000 Hektoliter steigern. Am 30. Juli 1926 verkaufte die Witwe von William Böttger das Brauhaus an die Stadt, die aber keinen neuen Käufer finden konnte. Somit endete die fast 600-jährige Braugeschichte in Thum. 2000 wurde die Marke unter dem Namen Thumer Lager wiederbelebt; gebraut wird das Bier nach Original-Rezept der Thumer Dampfbrauerei allerdings in einer Chemnitzer Brauerei.

### Einwohnerentwicklung
Am 3. Oktober 1990 zählte Thum 6.551 Einwohner. Die Einwohnerzahlen beziehen sich jeweils auf den 31. Dezember des Vorjahres. Quelle: Statistisches Landesamt des Freistaats Sachsen
| 1993 bis 1997 - 1993: 6.195 - 1994: 6.209 - 1995: 6.277 - 1996: 6.206 - 1997: 6.217 | 1998 bis 2002 - 1998: 6.190 - 1999: 6.213 - 2000: 6.184 - 2001: 6.166 - 2002: 6.070 | 2003 bis 2007 - 2003: 5.981 - 2004: 5.906 - 2005: 5.829 - 2006: 5.814 - 2007: 5.751 | 2009 bis 2013 - 2009: 5.659 - 2010: 5.592 - 2011: 5.528 - 2012: 5.424 - 2013: 5.367 | 2014 bis 2018 - 2014: 5.299 - 2015: 5.303 - 2016: 5.328 - 2017: 5.233 - 2018: 5.146 | 2019 bis 2023 - 2019: 5.118 - 2020: 5.056 - 2021: 4.965 - 2022: 4.956 - 2023: 4.912 |

## Gedenkstätten
- Grabstätte und Gedenktafel auf dem Friedhof des Ortsteils Herold für eine ungarische Jüdin, die im Außenlager Venusberg des KZ Flossenbürg ums Leben kam
- Ein Gedenkkreuz auf dem Friedhof des Ortsteiles Thum erinnert an alle Opfer des Faschismus

## Kirchen und Glaubensgemeinschaften
- Evangelisch-Lutherische Kirchgemeinden in Thum, Jahnsbach und Herold
- Evangelisch-Freikirchliche Gemeinden (Brüdergemeinden) in Thum und in Herold
- Landeskirchliche Gemeinschaft in Thum und in Jahnsbach
- Evangelisch-methodistische Kirche in Herold
- Gemeinschaft in Christo Jesu in Thum

Die Kapelle der Evangelisch-methodistischen Kirche, die nach Johannes Maria Vianney benannte römisch-katholische Kapelle sowie die neuapostolische Kirchengemeinde in Thum wurden inzwischen aufgegeben.
Die Gemeinde der Römisch-katholischen Kirche traf sich danach zu regelmäßigen Gottesdiensten am Dienstag und Samstag in der ehemaligen evangelisch-methodistischen Kirche, die 2009 von einem Bestattungsunternehmen erworben und 2014 wegen Bauschäden abgerissen wurde. Heute trifft sie sich in den Räumen der evangelisch-freikirchlichen Gemeinde.

## Politik

### Stadtrat

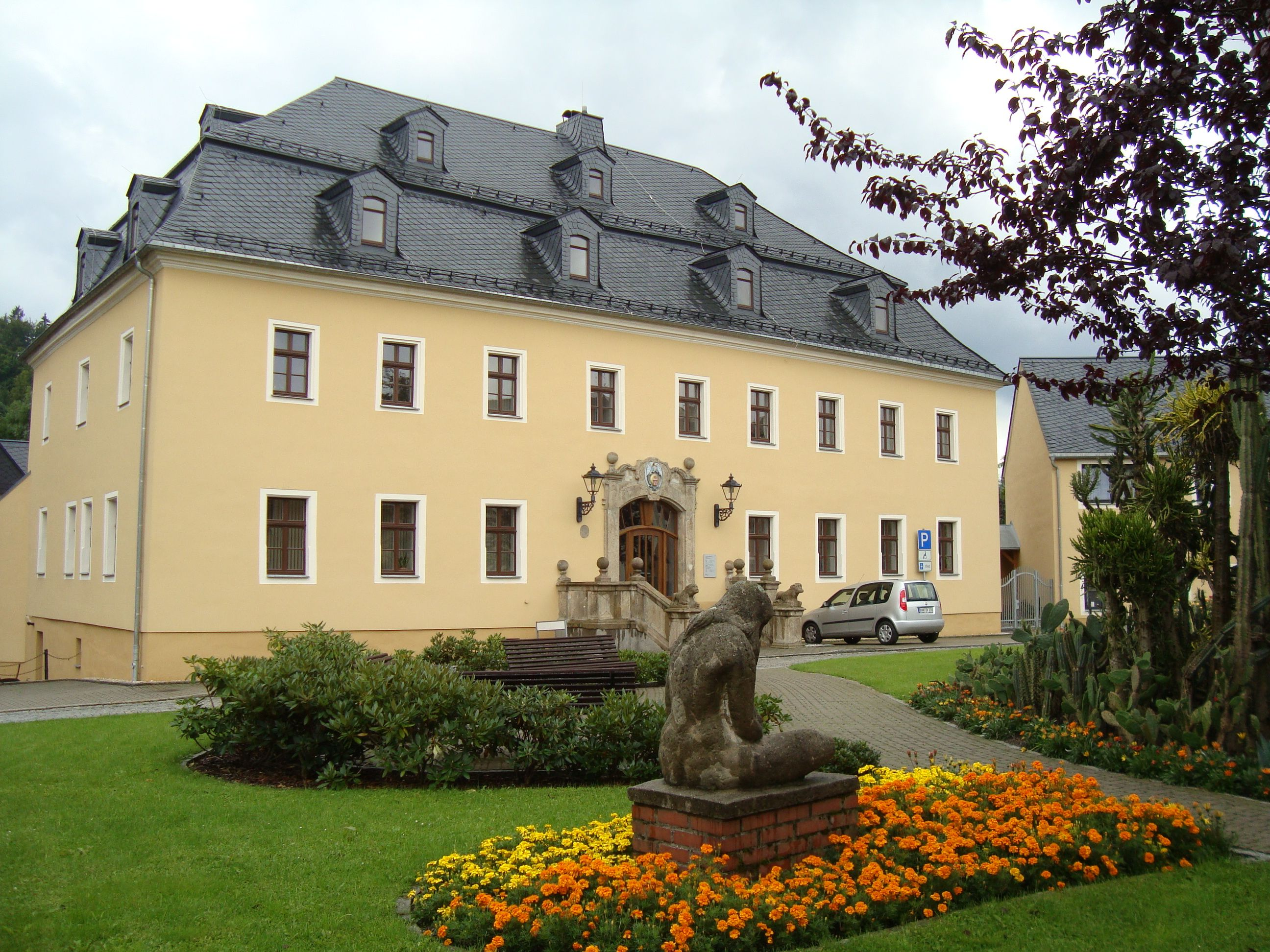
Rathaus Thum

Seit der Stadtratswahl am 9. Juni 2024 verteilen sich die 18 Sitze des Stadtrates wie nebenstehend auf die einzelnen Gruppierungen. Frühere Wahlen sind tabellarisch aufgelistet.
| Stadtrat ab 2024Insgesamt 18 Sitze - Linke: 1 - JBO: 3 - BL: 4 - CDU: 6 - AfD: 4 | Liste                                           | 2024   | 2024   | 2019   | 2019   | 2014   | 2014   |
| Stadtrat ab 2024Insgesamt 18 Sitze - Linke: 1 - JBO: 3 - BL: 4 - CDU: 6 - AfD: 4 | Liste                                           | Sitze  | in %   | Sitze  | in %   | Sitze  | in %   |
| Stadtrat ab 2024Insgesamt 18 Sitze - Linke: 1 - JBO: 3 - BL: 4 - CDU: 6 - AfD: 4 | CDU                                             | 6      | 34,8   | 6      | 39,9   | 6      | 29,1   |
| Stadtrat ab 2024Insgesamt 18 Sitze - Linke: 1 - JBO: 3 - BL: 4 - CDU: 6 - AfD: 4 | AfD                                             | 4      | 24,2   | 1      | 13,6   | –      | –      |
| Stadtrat ab 2024Insgesamt 18 Sitze - Linke: 1 - JBO: 3 - BL: 4 - CDU: 6 - AfD: 4 | Bürgerliste                                     | 4      | 18,9   | 5      | 28,7   | 8      | 42,1   |
| Stadtrat ab 2024Insgesamt 18 Sitze - Linke: 1 - JBO: 3 - BL: 4 - CDU: 6 - AfD: 4 | Verein Jugendblasorchester der Stadt Thum e. V: | 3      | 18,4   | 4      | 21,4   | 2      | 12,9   |
| Stadtrat ab 2024Insgesamt 18 Sitze - Linke: 1 - JBO: 3 - BL: 4 - CDU: 6 - AfD: 4 | Linke                                           | 1      | 3,8    | 1      | 6,3    | 2      | 10,8   |
| Stadtrat ab 2024Insgesamt 18 Sitze - Linke: 1 - JBO: 3 - BL: 4 - CDU: 6 - AfD: 4 | SPD                                             | –      | –      | –      | –      | –      | 3,5    |
| Stadtrat ab 2024Insgesamt 18 Sitze - Linke: 1 - JBO: 3 - BL: 4 - CDU: 6 - AfD: 4 | FDP                                             | –      | –      | –      | –      | –      | 1,6    |
| Stadtrat ab 2024Insgesamt 18 Sitze - Linke: 1 - JBO: 3 - BL: 4 - CDU: 6 - AfD: 4 | Wahlbeteiligung                                 | 71,8 % | 71,8 % | 68,9 % | 68,9 % | 57,4 % | 57,4 % |

### Bürgermeister
Bürgermeister wurde im Januar 2021 Thomas Mauersberger (CDU).
| Wahl | Bürgermeister       | Vorschlag      | Wahlergebnis (in %) |
| ---- | ------------------- | -------------- | ------------------- |
| 2020 | Thomas Mauersberger | CDU            | 62,9                |
| 2013 | Michael Brändel     | WV Bürgerliste | 71,2                |
| 2006 | Michael Brändel     | WV Bürgerliste | 52,1                |
| […]  |                     |                |                     |
| 1994 | Klaus Schubert      | CDU            | 70,5                |

### Wappen
Das heutige Wappen wurde am 2. Mai 2000 nach Eingemeindung von Jahnsbach und Herold durch den Stadtrat angenommen.
Der Herold im linken Wappenteil steht für den Ortsteil Herold. Der Turm im unteren Teil steht für die Stadt Thum. Der Baum im rechten Feld steht für Jahnsbach und soll einen Gerichts- oder Lebensbaum darstellen. Schlegel und Eisen auf weißem Grund stehen für den früheren Bergbau.

### Städtepartnerschaft
Partnerstadt von Thum ist Žatec (dt. Saaz) in Tschechien.

## Sehenswürdigkeiten

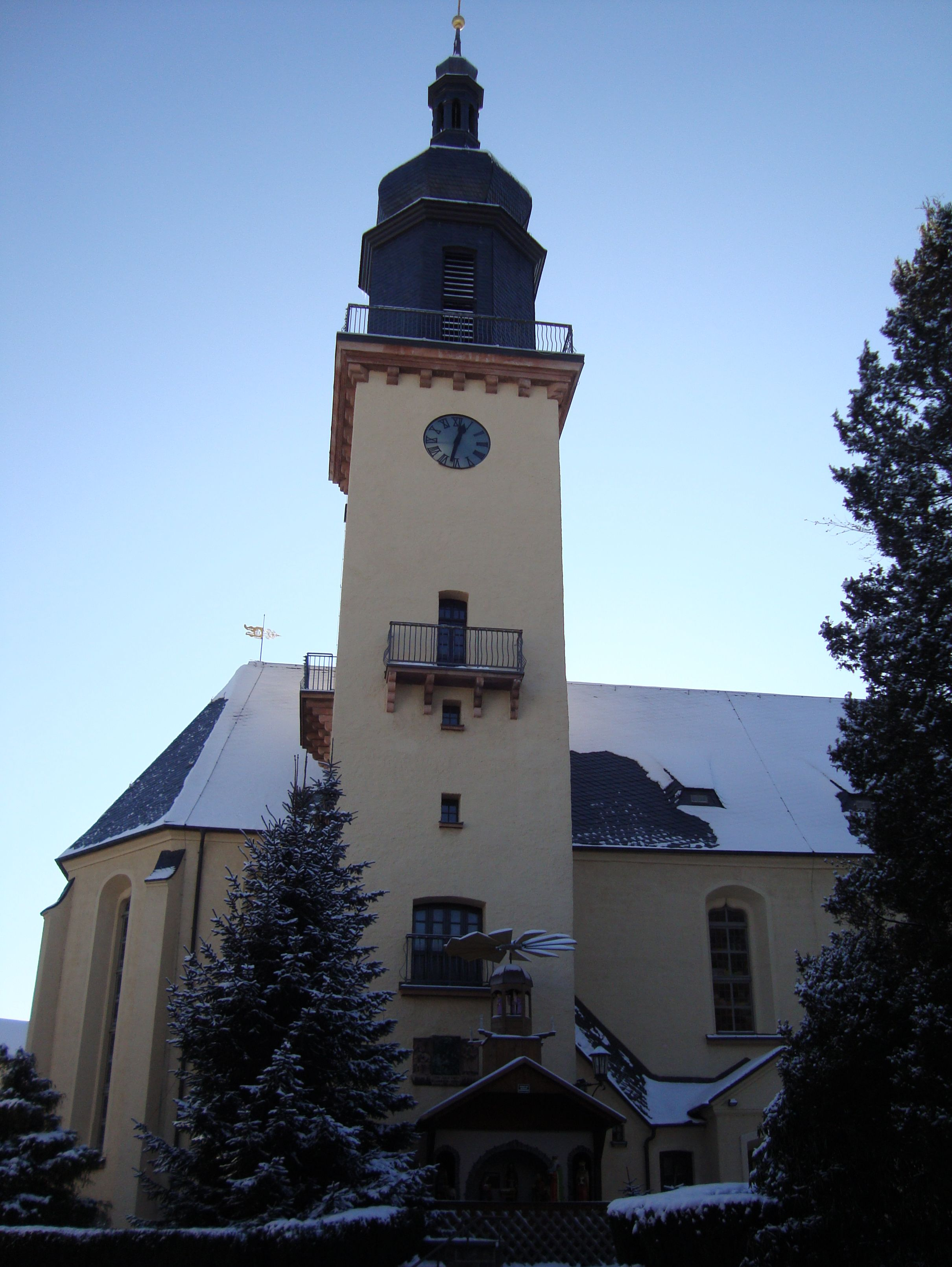
Stadtkirche

- siehe auch: Liste der Kulturdenkmale in Thum
- Stadtkirche St. Annen: 1945 zerstört, von 1947 bis 1951 Wiederaufbau. Der Altaraufbau stammt aus Thierbaum (ehem. Kreis Grimma).
- Rathaus (ehemaliges Rittergut)
- Tiergarten
- Kursächsische Postmeilensäule von 1727
- Königlich-sächsische Ganzmeilensteine von 1865 in Jahnsbach und Herold
- ehemaliges Kalkwerk in Herold
- Schnitzmuseum in Jahnsbach

## Verkehr

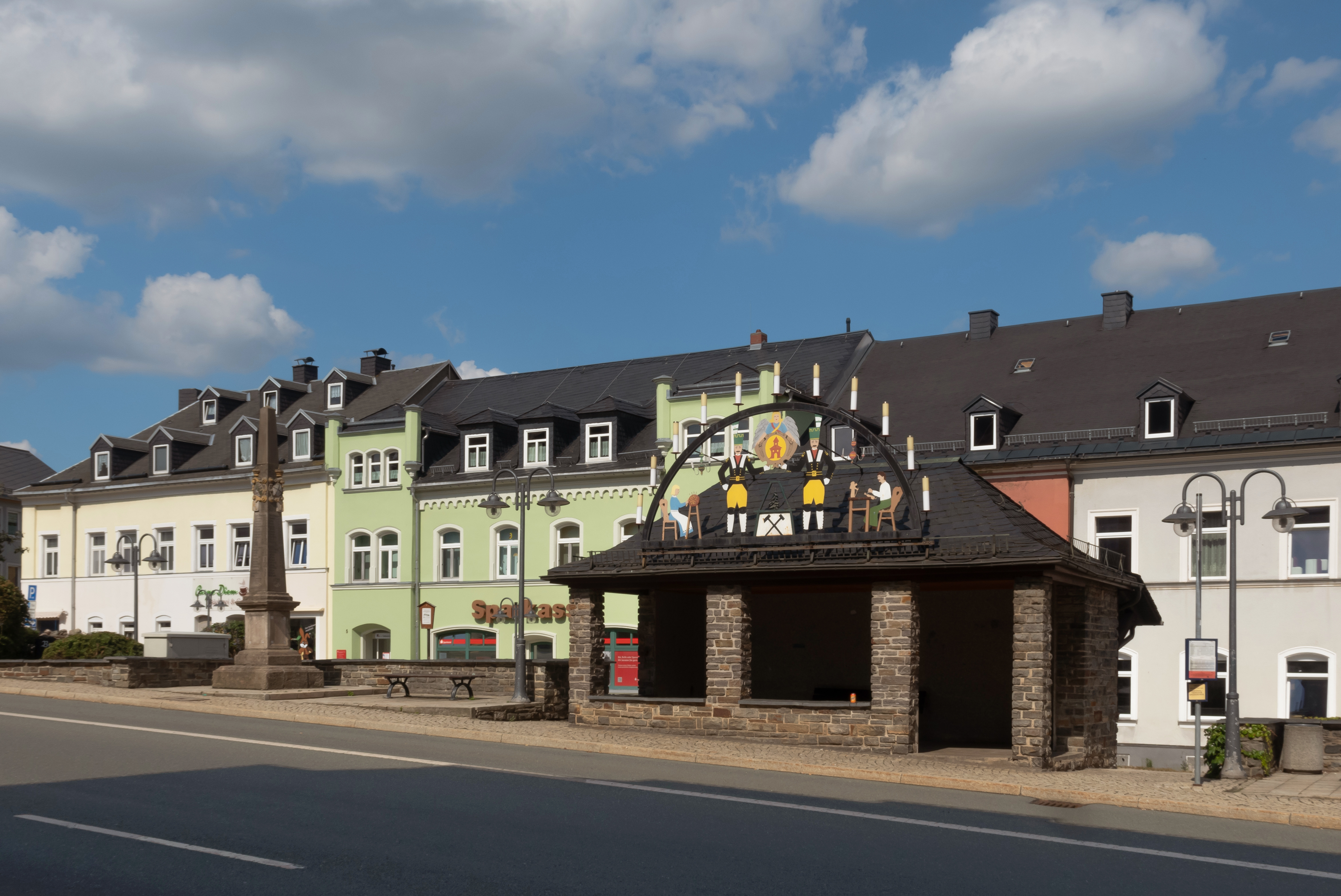
Thum, Haltestelle Markt

Durch Thum führt die Bundesstraße 95.
Im Jahr 1886 erhielt Thum Eisenbahnanschluss durch die Schmalspurbahn Wilischthal–Thum. Der 1906 eingeweihte Bahnhof Thum war nach dem Bau der Schmalspurbahn Schönfeld-Wiesa–Meinersdorf betrieblicher Mittelpunkt beider Strecken („Thumer Netz“), die zwischen 1967 und 1975 stillgelegt wurden.

## Bildung
- Grundschule Thum

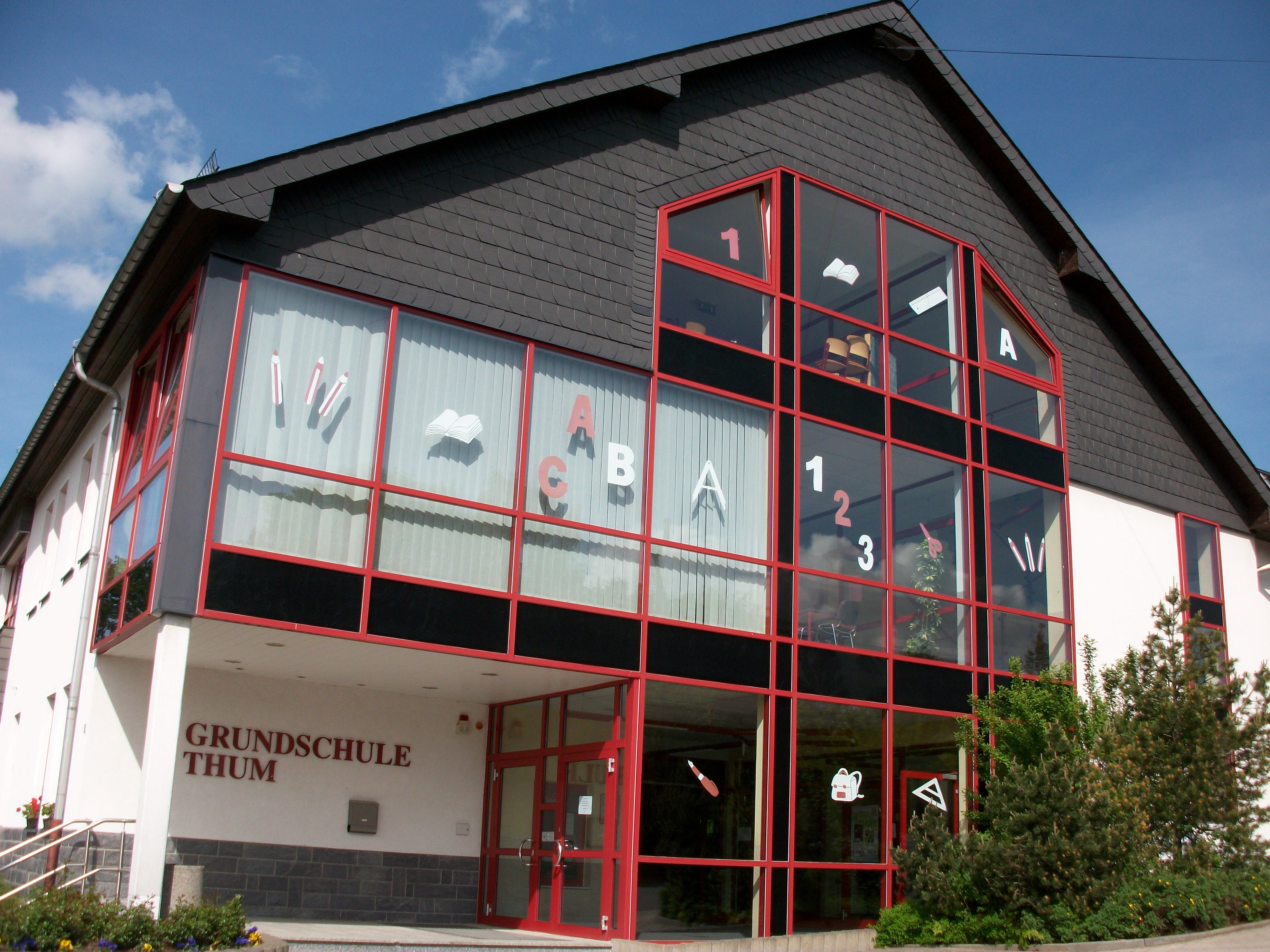
Grundschule Thum

- Humanistisches Greifenstein Gymnasium Thum

## Freizeitangebote

### Sport
- Fußball- und Tennisplätze
- Kegelbahn
- Reitplatz
- Wintersportmöglichkeiten
- Sportstadion

### Volkskunst
- Schnitzverein Jahnsbach
- Klöppelvereine in den Ortsteilen Jahnsbach, Thum und Herold

### Treffs und Freizeitgestaltung
- Freizeit- und Familienzentrum im Ortsteil Thum
- Jugendclub in Jahnsbach

## Vereine

### Sport
Die größten Sportvereine des Ortes sind der SV Jahnsbach, der Herolder SV, der TBV 08 Thum und der LV 90 Thum sowie der LSV Waldfrieden Thum für Laufsportfreunde. Außerdem gibt es einen Tischtennis-, Schach- und Kegelverein, die in unterschiedlichen Ligen aktiv sind.

### Kultur
- Volkshaus Thum
- Schnitzverein
- Klöppelvereine
- Bergbrüderschaft Thum e. V.
- Bergkapelle Thum e. V.

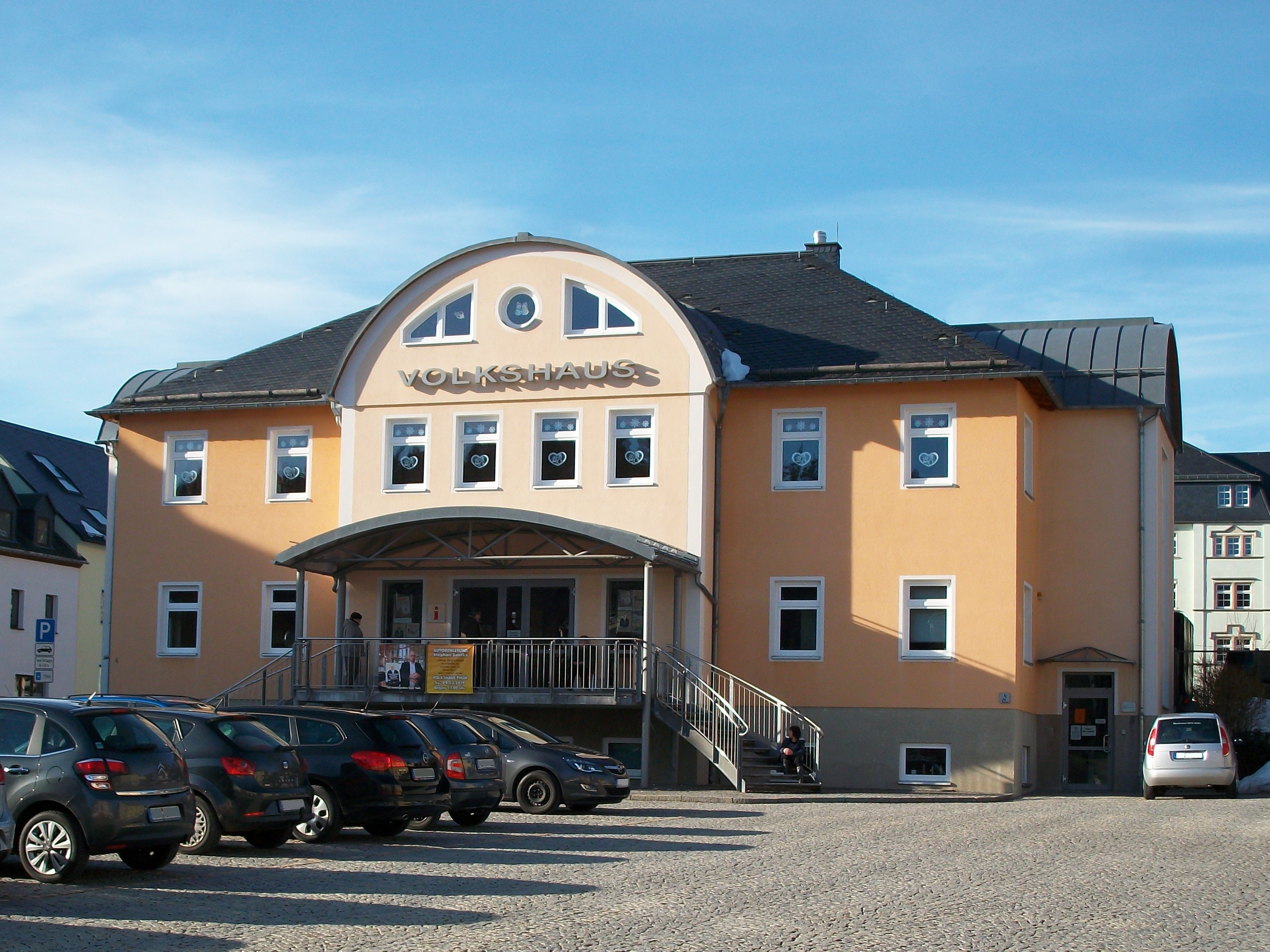
Volkshaus Thum

- Verein Jugendblasorchester der Stadt Thum e. V.

Traditionell findet alljährlich am Wochenende nach Pfingsten der Thumer Orchestertreff mit zum Beispiel im Jahr 2008 mehr als 1000 Musikern statt.

## Sonstiges
- Die Fernsehserie Spuk von draußen des Fernsehens der DDR wurde 1987 teilweise in Thum gedreht.
- Die Minerale der Axinitgruppe wurden wegen ihres früher relativ häufigen Vorkommens in der Umgebung von Thum auch als Thumit oder Thumerstein bezeichnet.